# Ekinyolu, Bingöl
Ekinyolu là một xã thuộc thành phố Bingöl, tỉnh Bingöl, Thổ Nhĩ Kỳ. Dân số thời điểm năm 2010 là 1.668 người.